# Tsunku
Tsunku  (つんく?), pseudonimo di Mitsuo Terada  (寺田 光男?, Terada Mitsuo) (Higashiōsaka, 29 ottobre 1968), è un produttore discografico, compositore e cantautore giapponese.

## Biografia
È noto soprattutto come produttore e compositore per le Morning Musume. e altri artisti associati con il suo progetto chiamato Hello! Project. Prima di allora era conosciuto per essere il cantante del gruppo pop rock Sharam Q. Ha anche scritto e prodotto hit per altri artisti giapponesi, tra cui Ayumi Hamasaki.

## Stile
Le sue influenze musicali includono i Beatles.